# Missouri Bellwether

Lage Missouris in den Vereinigten Staaten

Als Missouri Bellwether wird vor allem im englischsprachigen Raum das Phänomen bezeichnet, dass der US-Bundesstaat Missouri sowohl in soziokultureller und demographischer als auch politischer Hinsicht die Vereinigten Staaten im 20. Jahrhundert genau abbildete. So galt Missouri von Anfang des letzten Jahrhunderts an bis 2008 als umkämpfter Swing State bei Präsidentschaftswahlen und stimmte von 1904 an bis 2004 mit einer Ausnahme immer für den siegreichen Kandidaten bei der Wahl.
Missouris Status als Bellwether (Leithammel) wird zunehmend in Frage gestellt.

## Hintergrund

Vorsprung bei den Wählerstimmen bei Präsidentschaftswahlen (USA-weit und in Missouri, rot: Republikaner vorn, blau: Demokrat vorn)

Missouri, geographisch in der Mitte in der USA gelegen, bildete bereits während des Bürgerkriegs im 19. Jahrhundert beide Lager ab: Zwar blieb Missouri Teil der Union, aus dem Exil verkündete der Gouverneur allerdings den Beitritt zur Konföderation. Missouri war Schauplatz heftiger Kämpfe zwischen Unionstruppen und Konföderierten.
Missouris demographische Struktur stellte lange Zeit einen „Mikrokosmos“ der Vereinigten Staaten dar. Der Anteil an städtischer und ländlicher Bevölkerung sowie die ethnische Zusammensetzung wichen über das 20. Jahrhundert hinweg kaum vom Durchschnitt der Vereinigten Staaten ab. 1990 waren 88,1 Prozent der Einwohner Missouris Weiße und 10,7 Prozent Afroamerikaner, während es in den gesamten Vereinigten Staaten 83,9 Prozent Weiße und 12,3 Prozent Afroamerikaner gab.
Entsprechend stimmte Missouri von der Präsidentschaftswahl 1904 an mit der Ausnahme 1956, wo der Abstand auch nur 4000 Stimmen betrug, immer für den schlussendlich siegreichen Kandidaten bei der Präsidentschaftswahl. Missouri war bei fast jeder Wahl äußerst umkämpft und stimmte bei den meisten Wahlen mit ähnlichen prozentualen Ergebnissen wie der Rest der Vereinigten Staaten. Es galt das Sprichwort: „As Missouri goes, so goes the nation“ (‚So wie Missouri abstimmt, so stimmt die Nation‘).
Bei Präsidentschaftsvorwahlen stimmte Missouri seit dem Jahr 2000 immer für den schlussendlich nominierten Kandidaten der Demokraten, bei den Republikanern mit einer Ausnahme (2012).
Auch bei anderen staatsweiten Wahlen entspricht Missouri einem Bellwether: Bei der Senatswahl 2006 konnte sich die Demokratin Claire McCaskill gegen den republikanischen Amtsinhaber Jim Talent durchsetzen – die Demokraten gewannen bei dieser Wahl die Kontrolle über den Senat zurück. Bei der Senatswahl 2012 konnte sie ihren Vorsprung ausbauen und die Demokraten gewannen insgesamt Sitze im Senat, die Wahl 2018 verlor sie jedoch, ebenso wie die Demokraten Sitze verloren und Minderheitspartei blieben.
Auch gesellschaftliche Trends wie Einstellungen zu Abtreibungen oder Gleichberechtigung Homosexueller und Afroamerikaner entsprachen dem Trend der USA. Ergaben Umfragen in Missouri einen Wechsel in der Zustimmung für ein Thema (bspw. gleichgeschlechtliche Ehe), so war das auch USA-weit der Fall.

### Zukunft
Missouris Status als Bellwether wird als ungewiss bis überholt eingestuft. 2008 stimmte Missouri erstmals seit 1956 nicht für den siegreichen Kandidaten bei der Präsidentschaftswahl, Barack Obama, sondern mit knappem Vorsprung für den Republikaner John McCain. 2012 siegte der Republikaner Mitt Romney mit neun Punkten Vorsprung vor Obama, der aber die Wahl insgesamt gewann. 2016 verlor Hillary Clinton Missouri mit 19 Punkten Rückstand zu Donald Trump, während sie US-weit vorne lag. Politische Beobachter klassifizieren Missouri inzwischen als fest republikanischen Staat und nicht mehr als umkämpft.
Gründe dafür werden vor allem in immer größeren Abweichungen der demographischen Struktur gesehen. 2018 waren in den USA 61,5 Prozent der Bevölkerung nicht spanischstämmige Weiße, 14,1 Prozent Afroamerikaner und 18,3 Prozent Hispanics jeglicher „race“, während in Missouri 80,4 Prozent Weiße (ohne Hispanics), 12,6 Prozent Afroamerikaner und nur 4,3 Prozent Hispanics waren. Vor allem letztere Gruppe gilt als eher den Demokraten zugeneigt. Während zudem in den Vereinigten Staaten die Großstädte sowohl absolut als auch in Relation zum Land immer mehr Einwohner gewinnen, so stagnieren die urbanen Zentren Missouris in absoluten Zahlen oder verlieren sogar Einwohner, während der Anteil der ländlichen Bevölkerung immer weiter steigt. Zudem weist Missouri einen höheren Anteil traditionell konservativer Evangelikaler auf als andere Staaten. Auch ist die Wahlbeteiligung im ländlichen Missouri bei den letzten Wahlen deutlich stärker angestiegen als in den Städten.
Als Bellwether werden inzwischen eher Staaten wie Ohio oder Nevada gesehen, wobei ersterer ähnliche demographische Trends wie Missouri aufweist und entsprechend davon ausgegangen wird, dass Ohio ähnlich wie Missouri in naher Zukunft seinen Bellwether-Status verlieren wird. So stimmte Ohio 2020 zum ersten Mal seit 1960 für den am Ende nicht siegreichen Kandidaten. Andere Staaten, die eher als Missouri für den Status als „Bellwether“ infrage kommen, sind Florida, New Mexico und Pennsylvania.